# 천안 시티 FC
천안 시티 FC(Cheonan City Football Club)는 대한민국 충청남도 천안시에 있는 축구 선수단이다. 천안시민프로축구단이 운영하는 남자 프로 축구단이며, 2008년에 창단되었다. 2008년 시즌부터 내셔널리그에 참가하였고, 2023년 시즌부터 K리그2에 참가하고 있다.

## 역사
- 2007년 4월 재단법인 천안시 축구단 법인설립
- 2008년 1월 6일, 천안시 축구단이란 명칭으로 창단하였으나 2008년부터 2019년까지는 내셔널리그에서는 천안시청 축구단이란 명칭을 사용했다. K3리그 참여를 계기로 다시 원래 사용하던 명칭인 천안시 축구단이란 명칭으로 복원하였다. 영문 명칭은 Cheonan City Football Club으로 줄여서 CCFC라고 사용하고 있다.
- 2008년 1월 9일 '천안시 축구단'이라는 명칭으로 창단하였다.[7]
- 2008년 3월 KB 국민은행 2008 내셔널 리그 참가
- 2008년 3월 하나은행 FA-CUP 참가 (32강 탈락 - VS 울산현대미포조선 0:2 로 패함.)
- 2008년 3월 제56회 대통령배 전국 축구 대회 참가
- 2009년 3월 제57회 대통령배 전국 축구선수권 대회 준우승
- 2009년 4월 교보생명 2009 내셔널 리그 참가
- 2009년 5월 하나은행 FA-CUP 참가 (32강 탈락 - VS 대전 시티즌 0:2 로 패함.)
- 2009년 6월 내셔널리그 선수권 대회 참가
- 2009년 10월 제90회 전국체육대회(대전) 참가 (동메달 수상)
- 2010년 4월 대한생명 2010 내셔널 리그 참가
- 2010년 10월 제91회 전국체육대회(경남) 참가 (금메달 수상)
- 2016년 10월 제97회 전국체육대회(충남) 참가 (금메달 수상)
- 2017년 창단 첫 플레이오프 진출
- 2019년 내셔널리그 정규리그 2위, 3년 연속 플레이오프 진출
- 2022년 12월 20일에 천안시 축구단에서 천안 시티 FC로 구단명칭을 변경했다.
- 그 후, 2023 시즌을 앞두고 천안 시티 FC라는 명칭으로 바뀌면서 K리그2에 참가하게 되었다.

## 선수
참고: FIFA 자격 규정에 따라 소속된 국가대표팀 국기를 표시합니다. 선수는 복수의 FIFA 비회원국 국적을 가지고 있을 수 있습니다.
| 번호 | 포지션 | 국적 | 이름                   |
| ---- | ------ | ---- | ---------------------- |
| 1    | GK     |      | 박주원                 |
| 2    | FW     |      | 신한결                 |
| 3    | DF     |      | 이웅희                 |
| 4    | DF     |      | 강영훈                 |
| 5    | DF     |      | 최진웅                 |
| 6    | FW     |      | 이종성                 |
| 7    | FW     |      | 이상준                 |
| 8    | MF     |      | 이광진                 |
| 10   | MF     | 말리 | 툰가라                 |
| 11   | FW     |      | 이지훈                 |
| 13   | DF     |      | 김서진 (포항에서 임대) |
| 14   | FW     |      | 구종욱                 |
| 15   | MF     |      | 김원식                 |
| 16   | MF     |      | 김성준                 |
| 17   | MF     |      | 명준재                 |
| 18   | FW     |      | 이정협                 |
| 19   | MF     |      | 진의준                 |
| 20   | DF     |      | 하재민                 |
| 21   | GK     |      | 제종현                 |
| 22   | MF     |      | 양준영                 |

| 번호 | 포지션 | 국적 | 이름                        |
| ---- | ------ | ---- | --------------------------- |
| 24   | DF     |      | 이상명                      |
| 25   | DF     |      | 마상훈                      |
| 26   | DF     |      | 김영선                      |
| 27   | FW     |      | 한재훈                      |
| 28   | DF     |      | 이해담                      |
| 29   | DF     |      | 유운성                      |
| 30   | DF     |      | 문건호                      |
| 31   | GK     |      | 허자웅                      |
| 32   | MF     |      | 신형민                      |
| 33   | MF     |      | 손정민                      |
| 34   | FW     |      | 이예찬                      |
| 35   | DF     |      | 김성주                      |
| 37   | DF     |      | 박준강                      |
| 39   | DF     |      | 어은결                      |
| 41   | GK     |      | 김정환                      |
| 45   | FW     |      | 미사키 (충남 아산에서 임대) |
| 77   | FW     |      | 정유찬                      |
| 83   | FW     |      | 브루노                      |
| 88   | FW     |      | 정석화                      |
| 90   | DF     |      | 구대영                      |
| 99   | MF     |      | 김륜도                      |

### 임대 및 군 복무 중인 선수
참고: FIFA 자격 규정에 따라 소속된 국가대표팀 국기를 표시합니다. 선수는 복수의 FIFA 비회원국 국적을 가지고 있을 수 있습니다.
| 번호 | 포지션 | 국적 | 이름                             |
| ---- | ------ | ---- | -------------------------------- |
| —    | DF     |      | 이광준 (진주시민축구단으로 임대) |
| —    | MF     |      | 이풍범 (서울중랑축구단으로 임대) |

## 스태프

### 지도자
- 감독대행: 조성용
- 수석코치: 김치우
- 코치: 서주항
- GK코치: 정성윤
- 피지컬 코치:권보성

## 기록과 통계

### 역대 성적
| 시즌 | 리그   | 리그    | FA컵 | ACL | 기타             |
| 시즌 | 디비전 | 순위    | FA컵 | ACL | 기타             |
| ---- | ------ | ------- | ---- | --- | ---------------- |
| 2008 | 2      | 10      | 32강 | -   | 리그컵: 조별리그 |
| 2009 | 2      | 10      | 32강 | -   | 리그컵: 조별리그 |
| 2010 | 2      | 전기: 7 | 32강 | -   | 리그컵: 조별리그 |
| 2010 | 2      | 후기: 4 | 32강 | -   | 리그컵: 조별리그 |
| 2011 | 2      | 9       | 32강 | -   | 리그컵: 8강      |
| 2012 | 2      | 13      | 32강 | -   | 리그컵: 조별리그 |
| 2013 | 3      | 10      | 2R   | -   | 리그컵: 준우승   |
| 2014 | 3      | 7       | 16강 | -   | 리그컵: 조별리그 |
| 2015 | 3      | 8       | 16강 | -   | 리그컵: 조별리그 |
| 2016 | 3      | 5       | 3R   | -   | 리그컵: 조별리그 |
| 2017 | 3      | 3       | 3R   | -   | 리그컵: 준우승   |
| 2017 | 3      | P: PO   | 3R   | -   | 리그컵: 준우승   |
| 2018 | 3      | 3       | 16강 | -   | 리그컵: 4강      |
| 2018 | 3      | P: PO   | 16강 | -   | 리그컵: 4강      |
| 2019 | 3      | 2       | 16강 | -   | 리그컵: 조별리그 |
| 2019 | 3      | P: PO   | 16강 | -   | 리그컵: 조별리그 |
| 2020 | 3      | 11      | 2R   | -   | -                |
| 2021 | 3      | 2       | 2R   | -   | -                |
| 2022 | 3      | 10      | 2R   | -   | -                |
| 2023 | 2      | TBC     | -    | -   | -                |

- P: 리그 플레이오프(포스트시즌)

### 역대 감독
| 감독명 | 활동기간  |
| ------ | --------- |
| 장기문 | 2008      |
| 하재훈 | 2009–2011 |
| 김태수 | 2012–2013 |
| 당성증 | 2014–2019 |
| 김태영 | 2020–2022 |
| 박남열 | 2023      |
| 김태완 | 2024-     |

## 경기장
홈경기장은 천안종합운동장이다.

## 클럽하우스
클럽하우스는 천안축구센터 내에 위치하고 있다.

## 엠블럼과 마스코트
클럽 마스코트는 '호람이'이다. 종족은 남자 다람쥐. 나이는 5살이다. 천연기념물 제398호인 `천안시 광덕사 호두나무 '의 호두를 먹고 자랐으며 열정적인 천안 팬들에게 감명받아 경기를 함께 응원하고자 산에서 내려왔다고 한다.

## 유니폼
천안시 축구단의 유니폼은 주로 붉은 색을 주로 활용하였으나, 2020년 시즌부터는 천안의 정체성을 담아서 색상을 교체하였다. 필드 제1 유니폼은 하늘 아래 가장 편안한 도시라는 의미를 가진 ‘천안(天安)’이란 이름에서 차용한 하늘색을 활용했다. 유니폼 하단에는 약 100년 전 천안 아우내장터에서 있었던 독립만세운동의 시작을 알린 매봉산 횃불의 이미지를 더하여 선열들의 호국정신을 담았다. 필드 제2유니폼은 유관순 서거 100주년을 맞아 유관순 열사의 검은 치마를 모티브로 하여 추모의 의미를 더했다. GK 제1 유니폼은 천안의 시화인 개나리의 노란색을, GK 제2 유니폼은 독립기념관 겨레의 탑을 상징하는 회색을, 제3 유니폼은 삼거리공원의 벚꽃을 상징하는 핑크색으로 천안의 이미지를 담고 있다.

## 참고 문헌
- “스포츠지원포털 등록 현황”. 대한체육회.
- “KFA 통합경기정보 시스템”. 대한축구협회.
- “K리그 데이터 포털”. 한국프로축구연맹.